# Batu Raja Baru
Batu Raja Baru is een bestuurslaag in het regentschap Empat Lawang van de provincie Zuid-Sumatra, Indonesië. Batu Raja Baru telt 1310 inwoners (volkstelling 2010).